# Glenea timoriensis
Glenea timoriensis là một loài bọ cánh cứng trong họ Cerambycidae.